# Exyston aculeolatus
Exyston aculeolatus är en stekelart som beskrevs av Dmitriy R. Kasparyan 1975. Exyston aculeolatus ingår i släktet Exyston och familjen brokparasitsteklar. Inga underarter finns listade i Catalogue of Life.